# Kapitania Generalna Chile

Terytorium prawnie należące (z efektywną kontrolą lub bez) do Kapitanatu Generalnego lub Królestwa Chile w 1775 roku według historiografii chilijskiej. W następnym roku utworzono Wicekrólestwo Río de la Plata, a terytoria miast Mendoza i San Juan zostały przeniesione z Chile do nowego podmiotu..

Kapitania Generalna Chile (hiszp. Capitanía General de Chile) zwana również Gubernatorstwem Chile (hiszp. Gobernacion de Chile) była wydzielonym administracyjnie obszarem hiszpańskiego wicekrólestwa Peru. Istniała od 1541 do 1818 – roku ogłoszenia niepodległości jako Republika Chilijska. W czasie swojego istnienia zarządzana była przez wielu gubernatorów rządzących w imieniu władców hiszpańskich (Jeden z gubernatorów został później królem, jako Filip II).

## Nazwa
Kapitania była osobistą własnością królów kastylijskich, podobnie jak inne posiadłości hiszpańskie w Nowym Świecie. Posiadłości kolonialne związane były z koroną kastylijską. Na podobnej zasadzie jak ziemie Królestwa Sycylii czy Królestwa Neapolu wiązały się z koroną aragońską. Królowie hiszpańscy od 1516 posiadali obydwie korony.
Początkowo ziemie gubernatorstwa zwane były Nową Estremadurą. Podobną nazwę nadano wcześniej części dzisiejszego Meksyku, zdecydowano więc na zmianę nazwy i Chile zaczęto określać Indyjską Flandrią.
Tereny Kapitanii, podobnie jak inne posiadłości kolonialne w Amerykach i Azji, były administracyjnie podporządkowane hiszpańskiej Radzie Indii (Real y Supremo Consejo de Indias) i obowiązywało w nich Prawo Indii (Leyes de Indias). W imieniu króla rządy sprawowali wicekrólowie i gubernatorzy, co było typowe dla wszystkich hiszpańskich posiadłości. Na bogatszych terenach przejętych od zorganizowanych społeczności Indiańskich tworzono królestwa, np. Nowe Królestwo Granady, Królestwo Meksyku czy Królestwo Gwatemali.
Chile nigdy nie uzyskało statusu królestwa ani wicekrólestwa, w związku z czym było zależne od Wicekróla Peru.

## Historia
W 1536 Diego de Almagro sformował pierwszą ekspedycję do badania terytoriów położonych na południe od ziem Imperium Inków, które zostały mu przyznane jako gubernatorowi Nowego Toledo. Po śmierci Almagro, za zgodą Franciszka Pizzaro, badaniem dzisiejszego Chile zajął się Pedro de Valdivia. Ekspedycje wyruszyły w 1539. Valdivia założył miasto zwane Santiago del Nuevo Extremo, a parę miesięcy później, w 1541 uzyskał tytuł gubernatora i kapitana generalnego Nowej Estremadury. Pod rządami Valdivii powstawały następne hiszpańskie osady - Concepción w 1550, La Imperial w 1551, Santa María Magdalena de Villa Rica i Santa María la Blanca de Valdivia w 1552 oraz Los Confines i Santiago del Estero po wschodniej stronie Andów. Dla obrony miast, w 1553 powstały forty: San Felipe de Araucan, San Juan Bautista de Purén i San Diego de Tucapel. Cały czas trwały walki z ludnością tubylczą i kiedy Valdivia umierał w 1553 roku Villa Rica i Concepción zostały opanowane przez Indian. Odzyskał je García Hurtado de Mendoza pokonując plemiona Araukanów. Po klęsce Indian zwiększyła się liczba nowych osadników. Założono wiele nowych miast, a te już istniejące przeżywały intensywny rozwój. Cañete de la Frontera na miejscu dawnego Fort San Diego de Tucapel i Villa de San Mateo de Osorno w 1558, San Andrés de Angol w 1560, Ciudad de Mendoza del Nuevo Valle de La Rioja w 1561, San Luis de Loyola Nueva Medina de Rioseco i San Juan de la Frontera w 1562 oraz Santiago de Castro w 1567. Martín García Óñez de Loyola w 1595 założył Santa Cruz de Coya.
Chile początkowo było gubernatorstwem, ale później uzyskało status Generalnej Kapitanii. Z powodu silnego oporu ze strony tubylców, broniących swych ziem przed przejęciem przez Hiszpanów, konieczne było ustanowienie Generalnej Kapitanii, gdyż Gubernator nie dysponował uprawnieniami pozwalającymi mu szybko i sprawnie reagować na posunięcia wroga. Ta forma organizacji terytorium była powszechna w hiszpańskim imperium kolonialnym.
Warto zauważyć, że Chile było jedyną częścią Imperium, na której czele stał król nie będący jednocześnie władcą Hiszpanii. W 1554 infant Filip (przyszły Filip II), będący wciąż tylko pretendentem do tronu po ojcu, ożenił się z angielską królową Marią I. Chcąc zrównać jego pozycję z pozycją żony Filip I nadał synowi tytuł króla Chile oraz Neapolu (wraz z pretensjami do tytułu króla Jerozolimy).
Nadanie tytułu królewskiego nie wpłynęło jednak w żaden sposób na sytuację prawną w Chile, które pozostawało Kapitanią. Kiedy Filip II został królem Hiszpanii, jego chilijski tytuł na stałe powrócił do rozległej tytulatury monarchów hiszpańskich.
Chile przestało być Kapitanią w 1818, gdy antyhiszpańscy powstańcy proklamowali powstanie Republiki Chile.

### Upadek południowego Chile
Pod koniec XVI wieku wybucha rewolta Araukanów na południu kraju, do tłumienia której na czele wojska wyrusza gubernator Martín García Óñez. Do bitwy z Indianami dochodzi w 1598 pod Curalaba. Cały hiszpański oddział (około 50 ludzi + 300 sprzymierzonych Indian) zostaje wybity przez powstańców. Ginie również Loyola.
W ciągu następnych kilku lat rebelianci zniszczyli szereg miast hiszpańskich na swoich terytoriach: Santa Cruz de Coya (1599), Santa María la Blanca de Valdivia (1599), San Andrés de Los Infantes (1599), La Imperial (1600), Santa María Magdalena de Villa Rica (1602), San Mateo de Osorno (1602)i San Felipe de Araucan (1604).